# هاوت لومامی
هاوت لومامی (به لاتین: Haut-Lomami) یک استان در جمهوری دموکراتیک کنگو است. هاوت لومامی ۱۰۸٬۲۰۴ کیلومتر مربع مساحت و ۲٬۵۴۰٬۱۲۷ نفر جمعیت دارد.